# Marc Olejak

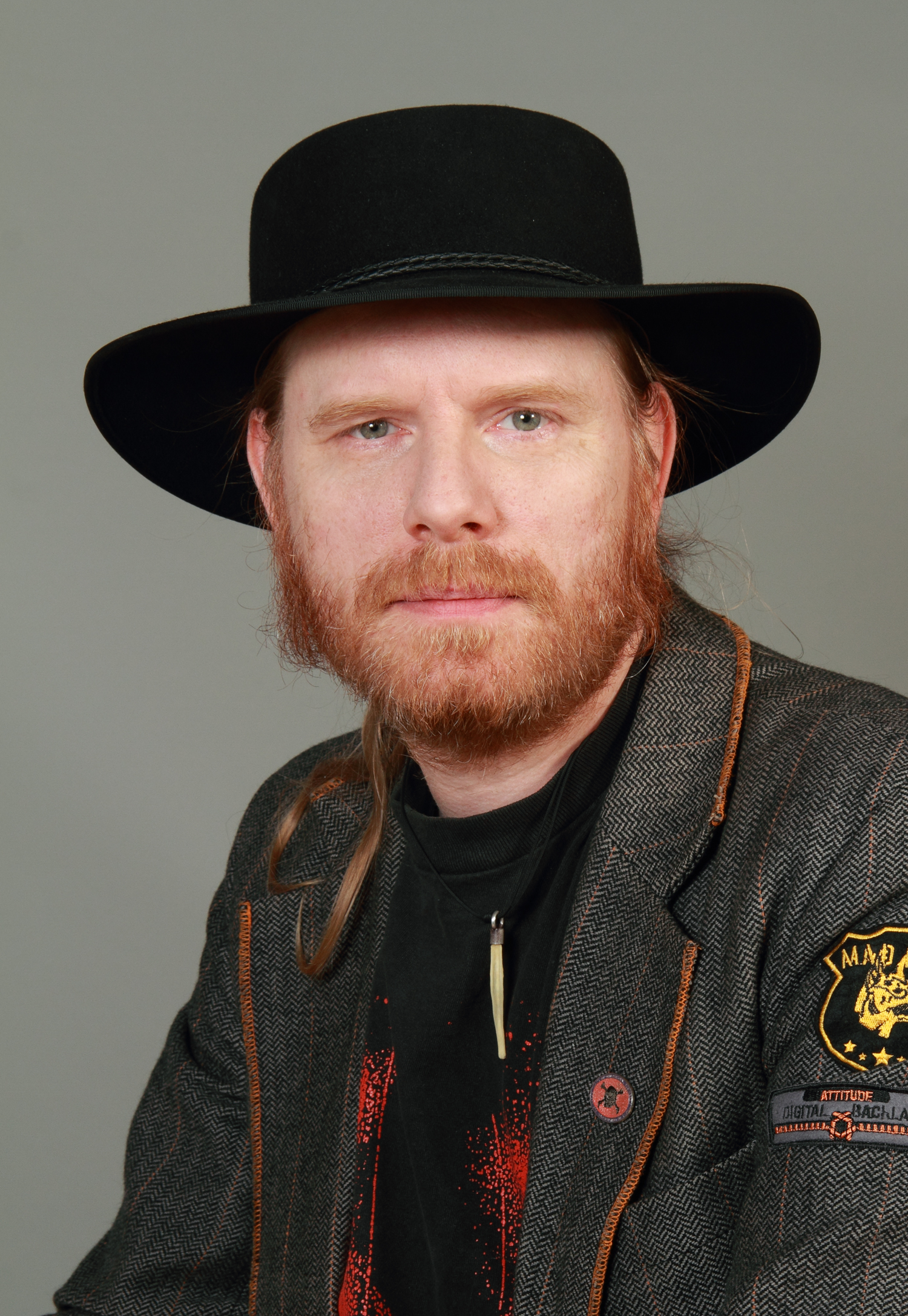
Marc Olejak (2013)

Marc Olejak (* 27. April 1971 im Düsseldorfer Stadtteil Bilk) ist ein deutscher Politiker der Piratenpartei.
Marc Olejak trat im Juli 2009 der Piratenpartei bei. Auf Platz 3 der Landesliste der Piratenpartei Nordrhein-Westfalen wurde Olejak bei der Landtagswahl in Nordrhein-Westfalen 2012 am 13. Mai 2012 in den Landtag von Nordrhein-Westfalen gewählt. Von Juni 2014 bis März 2017 war er parlamentarischer Geschäftsführer der Piratenfraktion im Landtag. Mit dem Ausscheiden seiner Partei aus dem Landtag bei der Landtagswahl in Nordrhein-Westfalen 2017 verlor er sein Mandat.